# Atelier Flos
Atelier Flos B.V. was een Nederlandse onderneming in Steyl, gespecialiseerd in het maken van glaskunst.

## Geschiedenis
Felix Flos richtte in 1900 een schildersbedrijf op in Steyl. Etienne (1908-1974) en Jozef Flos (1910-1985) namen in 1935 het bedrijf van hun vader over. Etienne ontwikkelde zich door zelfstudie en adviezen van Charles Eyck als glazenier. Tijdens de oorlog werden de bedrijfsgebouwen geconfisqueerd door de Duitsers en lag de productie stil. Na de oorlog werden de werkzaamheden weer opgepakt onder leiding van Etienne Flos. Tot ca. 1960 werd in het atelier vooral gebrandschilderd glas gemaakt, daarna volgden ook ander technieken als glas in beton, glasappliqué, glasepoxy en glasmozaïek.
Het atelier heeft met Leo Reihs en Frans Rievers eigen ontwerpers in dienst. Daarnaast worden op het atelier ontwerpen uitgevoerd van diverse kunstenaars als Frans Cox, Egbert Dekkers, Jan Dijker, Ted Felen, Eugène Laudy, Jos Pirkner, René Smeets, Daan Wildschut en Wim van Woerkom. Het atelier maakt ramen voor kerken en gebouwen in Nederland, Duitsland en de Verenigde Staten en verzorgde onder meer de uitvoering van het Bevrijdingsraam (1947) van Eyck, de popartramen van Hans Truijen voor de Sint-Martinuskerk in Wyck (1966-1968) en de ramen van Frans Slijpen voor de Sint-Petruskerk in Baarlo. 
Het atelier deed mee aan de tentoonstelling Tune the Light (2007) in het Museum van Bommel van Dam in Venlo en verzorgde een demonstratieatelier (2014) tijdens een tentoonstelling over Joep Nicolas in het Cuypershuis in Roermond. Naast nieuw werk verzorgde men ook de restauratie van glas-in-loodramen van onder andere de Sint-Petrus'-Bandenkerk in Oisterwijk en in de Sint-Servaasbasiliek in Maastricht.

## Faillissement
In 2017 ging het bedrijf failliet. Het atelier was toen in handen van de vijfde generatie Flos en er werkten nog twee personen.

## Werken (selectie)
- glas in lood Heilig Hartklooster in Steyl
- glas in lood klooster de Oude Munt, (Tegelen)
- glas in lood Sint-Lambertuskerk, Kerkrade
- glas in lood Sint-Martinuskerk, Welten
- glas in lood Onze-Lieve-Vrouw-Onbevlekt-Ontvangenkerk, Terwinselen
- glas in lood en glasappliqué St. Juliaklooster (Nieuwe Munt) in Tegelen

## Afbeeldingen

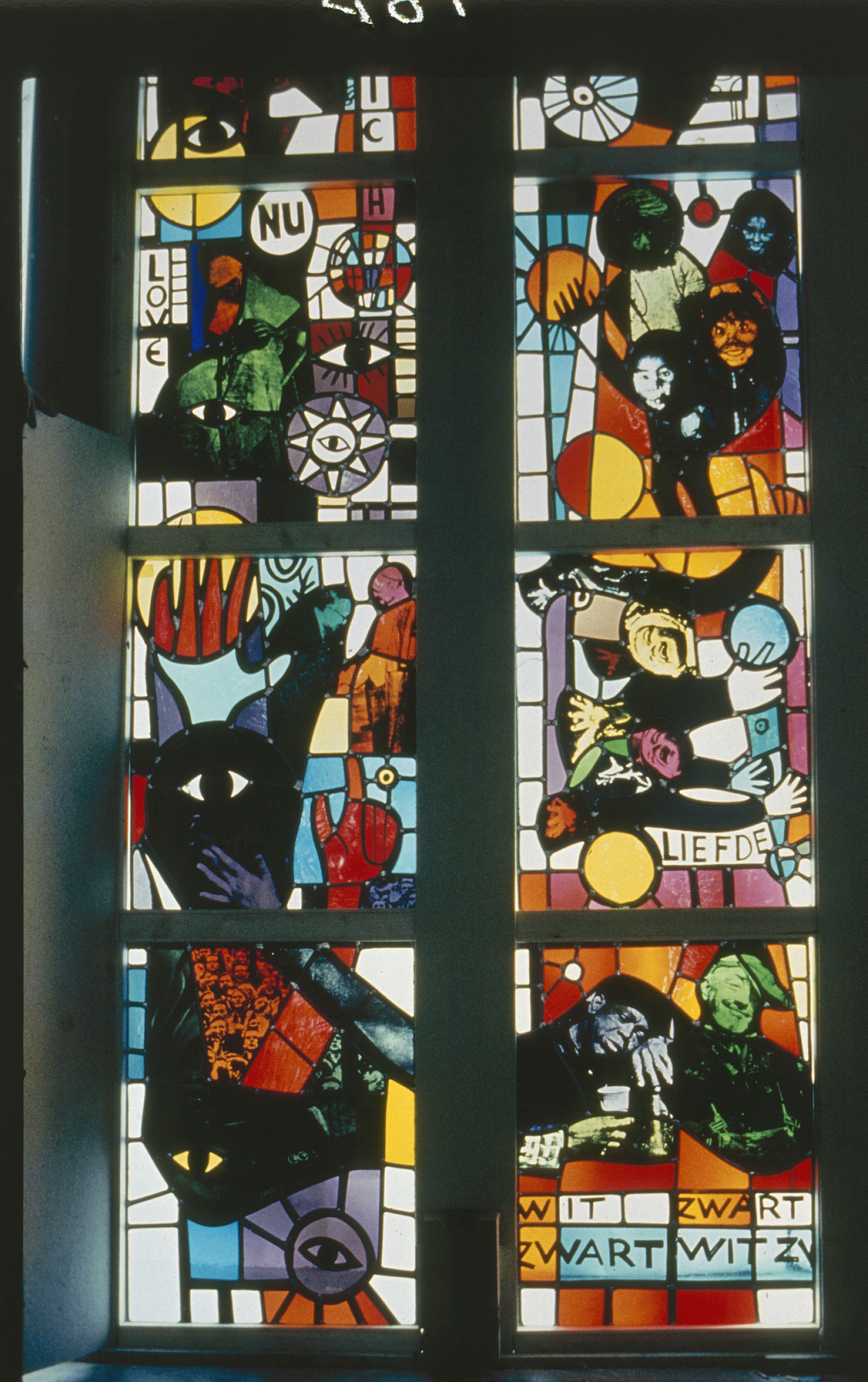
popartraam